# Lúčky, Žiar nad Hronom
Lúčky este o comună slovacă, aflată în districtul Žiar nad Hronom din regiunea Banská Bystrica. Localitatea se află la altitudinea de 552 m deasupra n.m., se întinde pe o suprafață de 8,24 km2 și în 2017 număra 200 de locuitori.

## Istoric
Localitatea Lúčky este atestată documentar din 1429.

## Demografie
| An:                | 1994 | 2004    | 2014   | 2024   |
| ------------------ | ---- | ------- | ------ | ------ |
| Număr de persoane: | 192  | 213     | 212    | 194    |
| Diferență:         |      | +10,93% | −0,46% | −8,49% |

| An:                | 2023 | 2024   |
| ------------------ | ---- | ------ |
| Număr de persoane: | 196  | 194    |
| Diferență:         |      | −1,02% |